# Pentti Nikula
Pentti Nikula (3. února 1939) je bývalý finský atlet, mistr Evropy ve skoku o tyči z roku 1962.
Vítězství v soutěži tyčkařů na evropském šampionátu v Bělehradě v roce 1962 bylo největším úspěchem jeho sportovní kariéry. V této sezóně rovněž vytvořil nový světový rekord výkonem 494 cm. Na olympiádě v Tokiu v roce 1964 skončil sedmý. Celkem šestkrát vylepšil finský rekord ve skoku o tyči a jako první v zemi zdolal laťku ve výšce pěti metrů.